# Franz Xaver Petter
Pour les articles homonymes, voir Petter.
Franz Xaver Andreas Petter (né le 23 octobre 1791 à Lichtental, mort le 11 mai 1866 à Vienne) est un peintre autrichien.

## Biographie
Franz Xaver Petter est le fils d'un peintre de porcelaine. Il est censé occuper le même emploi que son père, mais s'intéresse à la peinture à l'huile. Il étudie à l'Académie des beaux-arts de Vienne auprès de Johann Baptist Drechsler et avec son successeur à l'école de dessin de manufacture Sebastian Wegmayr. En 1815, il devient correcteur à l'académie de l'école de dessin de fleurs, en 1822 professeur à l'école de dessin de manufacture, en 1835 directeur et conseiller pédagogique. Il se retire en 1848.
Petter est marié à Katharina Hamböck (1793-1858). Le peintre historique Anton Petter est son cousin. Son fils Theodor est aussi peintre, son autre fils Gustav musicien et important collectionneur d'autographes.
Après sa mort, Petter est enterré au cimetière de Dornbach. En 1932, le Franz-Petter-Gasse à Vienne-Hietzing porte son nom.

## Œuvre

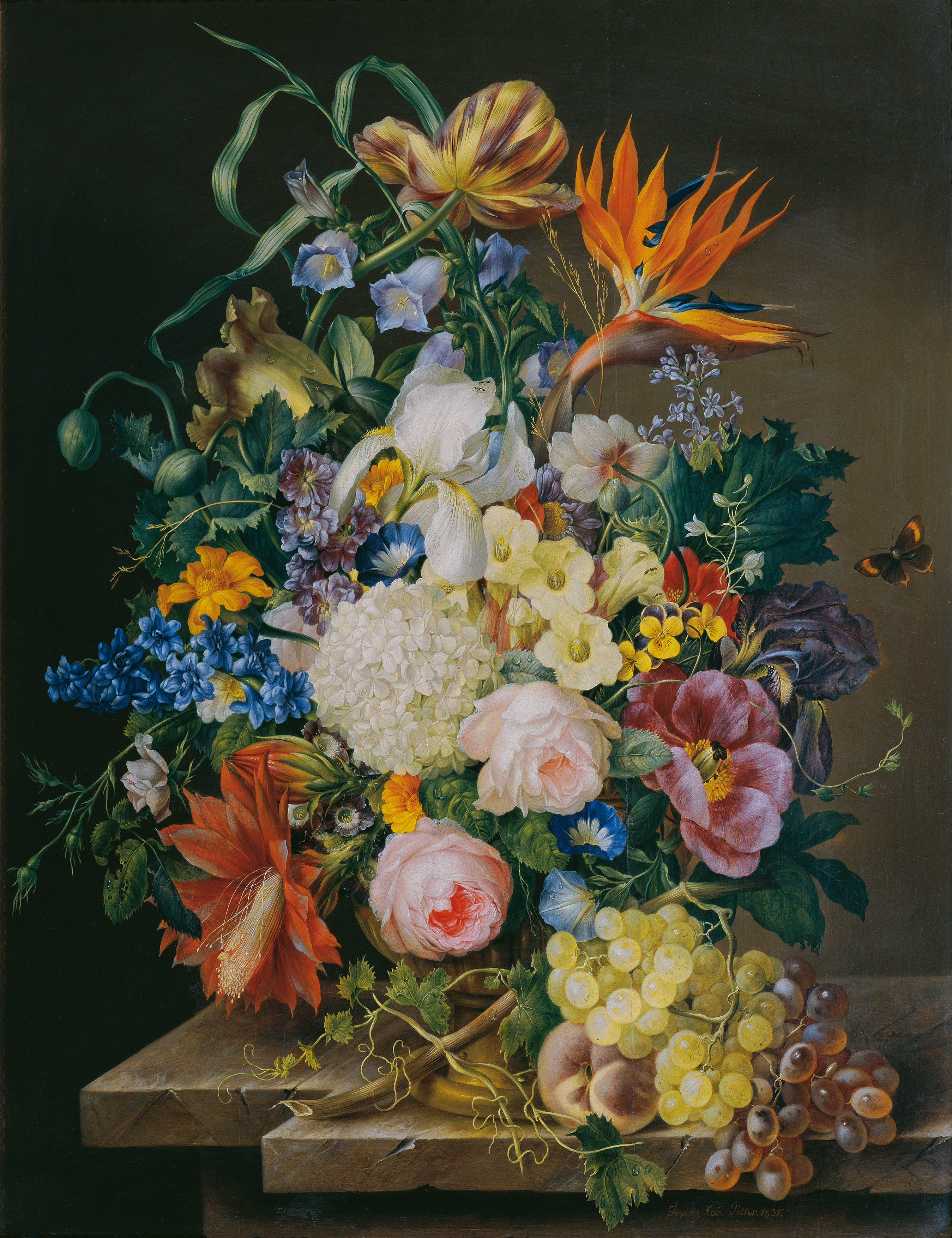
Nature morte

Franz Xaver Petter, qui expose régulièrement à des expositions de l'académie puis à l'Association autrichienne d'art à partir de 1816, est l'un des peintres de natures mortes les plus importants de la période Biedermeier à Vienne. Le style de ses représentations de fleurs remonte à son professeur Drechsler, et à travers cela à l'art des Hollandais du XVIIe siècle. Plus tard, il crée des petits morceaux de fruits et des fleurs à la fin de sa vie sur un fond de paysage. Les tableaux de Petter sont très populaires auprès de la noblesse et de la bourgeoisie.